# Larnakas
Larnakas (gr. Λάρνακας της Λαπήθου, Larnakas tis Lapitu, tur. Kozan) – wieś na Cyprze, w dystrykcie Kirenia, w pobliżu miasta Lapitos. Obecnie znajduje się w granicach Cypru Północnego.